# Bruce King
Bruce King, född 6 april 1924 i Stanley, New Mexico, död 13 november 2009 i Stanley, New Mexico, var en amerikansk demokratisk politiker. Han var guvernör i New Mexico 1971–1975, 1979–1983 och 1991–1995.
Han tjänstgjorde i USA:s armé i andra världskriget. Efter kriget studerade han vid University of New Mexico i Albuquerque.
Han var ordförande för demokraterna i New Mexico 1968–1969. I 1970 års guvernörsval besegrade han republikanen Pete Domenici. Han valdes tre gånger till guvernör och förlorade till sist 1994 års guvernörsval mot republikanen Gary E. Johnson.
Han är far till Gary King som är justitieminister (Attorney General) i delstaten New Mexico.[källa behövs]